# Бадагри
Бадагри — прибрежный город Нигерии, штат Лагос. Он находится между Лагосом и границей Бенина.

## История
Город был основан в XV веке в лагуне Гвинейского залива. Его защищённая гавань стала основной точкой для переправки рабов в Америку. Начиная с 1840-х годов в результате подавления работорговли Бадагри пришёл в упадок, но стал основным центром для миссионерской деятельности. В 1863 году город был присоединён Великобританией и включён в состав Лагосской колонии. В 1901 году стал частью Нигерии.
Бадагри в основном специализируется на рыболовстве и сельском хозяйстве, имеется небольшой музей рабовладения.